# Joost Schouten
Joost Schouten (* ? in Rotterdam; † 11. Juli 1644 in Batavia (heutiges Jakarta), auch Justus Schouten) war ein Kaufmann im Dienst der Niederländischen Ostindien-Kompanie. Schouten war ein Sprachwissenschaftler, Diplomat, Berichterstatter und Mitglied des Raad van Indië. Trotz seiner großen Verdienste für die Ostindien-Kompanie wurde er 1644 wegen homosexueller Handlungen hingerichtet. Der britische Historiker Charles Ralph Boxer beschreibt Schouten als „ohne Zweifel eine der tüchtigsten und energischsten Figuren unter den gelehrten Dienern, auf die die Ostindien-Kompanie im 17. Jahrhundert zurückgreifen konnte“.

## Leben
1622 gelangte Schouten als junger Assistent auf dem Schiff Wapen van Rotterdam nach Indien. Sechs Jahre später fiel ihm die Ehre zu, als Vertreter des Statthalters der Vereinigten Niederlande Friedrich Heinrich von Oranien, ein Geschenk an den König von Siam zu überreichen; eine Aufgabe, die er zu aller Zufriedenheit erledigte.
Von 1630 bis 1633 war Schouten als Sekretär des „Leitenden Faktors“ (opperkoopman) und Gesandten Willem Jansz in Verhandlungen involviert, die die Freilassung von in Edo als Geiseln festgehaltenen Schiffsbesatzungen zum Ziel hatten. Schouten hatte den Rang eines „stellvertretenden Faktors“ (onderkoopman), wollte aber mehr erreichen. Mit seinen Schriften „Memorabel verhael“ und dem „Discours van de jegenwoordigen staet ende de Generaele Compagnie best-voughende gelegenheyt in Japan“ hoffte er die Aufmerksamkeit seiner Vorgesetzten zu erregen und sich einen Namen zu machen. Dadurch erweckte er unter anderem die Eifersucht von Pieter Nuyts, einem der Hauptakteure im Niederländisch-Japanischen Konflikt, welcher zur Geiselaffäre geführt hatte. Jacques Specx beendete die Verhandlungen dadurch, Pieter Nuyts auszuliefern.
Schouten freundete sich mit Jeremias van Vliet an, für den er eine Art Mentor wurde. 1633 wurden beide nach Ayutthaya, der Hauptstadt von Siam, versetzt. Schouten wurde Direktor einer Faktorei der Ostindien-Kompanie. Er bewährte sich durch seine Kompetenz und brachte es durch Fürsprache von Antonio van Diemen zum Mitglied des Raad van Indië. 1636 schrieb er seine erste wissenschaftliche Abhandlung über Siam.
Danach erfüllte Schouten die Funktion eines Admirals und Außerordentlichen Rates von Indien an Bord der auslaufenden Kriegsflotte (1639). In den darauf folgenden Jahren führte er zwei ehrenvolle Aufträge aus: 1641 eine Inspektionsreise in das gerade eroberte Malakka, und kurz darauf eine Gesandtschaft an den Hof der Königin von Atjeh. Zwischenzeitlich war er in den Rang eines „Rat von Indien“ aufgestiegen und zuständig für die Organisation der Expedition von Abel Tasman. Als Rat betreute er unter anderem das Berichtswesen der sogenannten „buitencomptoiren“ (Außenkantore) und vertrat den Gouverneur und die Räte während der Kirchenratsversammlungen. Er verfolgte vor allem übergeordnete Ziele der Verwaltung und kümmerte sich nicht um Angelegenheiten, die nicht unter seine Kompetenzen fielen. Für unnötige Auseinandersetzungen mit Pfarrern und Kirchenvätern hatte er keine Zeit. Am 4. Dezember 1642 benannte Tasman die Insel Schoute Eylandt (Schouten-Insel) an der Südwest-Küste Tasmaniens nach ihm.
Schouten wurde 1644 auf frischer Tat bei homosexuellen Handlungen mit einem französischen Korporal überrascht, was in den Augen der niederländischen Calvinisten in Batavia ein Gräuel war. Er unternahm keinen Versuch, die Tat zu leugnen oder einer Anklage zu entkommen, und bekannte aus freiem Willen, bereits in Siam gleiche Handlungen begangen zu haben. Damit war sein Schicksal besiegelt. Schouten wurde schuldig befunden und zum Tod auf dem Scheiterhaufen verurteilt. Wegen seiner großen Verdienste für die Ostindien-Kompanie beschloss das Gericht ihm den schmerzhaften Feuertod zu ersparen und ihn vorher am Richtpfahl erdrosseln zu lassen, um ihn erst danach zu verbrennen. Zwei Tage später fand die Exekution statt und seine Leiche wurde zu Asche verbrannt. Sein gesamter Besitz wurde konfisziert.